# Kalkonen
Kalkonen är en svensk TV-film från 1977 i regi av Östen Braathen. En av filmens aktörer, Sven-Eric Gamble hann avlida innan premiärvisningen i januari 1977.

## Rollista
- Sven-Eric Gamble - Johnny Åhman
- Gustav Levin - Janne Åman
- Gunnar Björnstrand - Bertil Apelqvist
- Per Myrberg - Bill Svensson
- Willie Andréason - kompisen
- Pia Arnell - Eva Svensson
- Olof Bergström - greven
- Irma Christenson - Selma Sahrne
- Bengt Gillberg - Lars Bergqvist
- Jan Erik Lindqvist - Hålli
- Ann Sofi Nilsson - Solveig
- Catherine Parment - Agneta Svensson
- Hans Sundberg - Holt
- Stellan Skarsgård - arbetskompisen
- Annika Tretow - fru Svedberg
- Öllegård Wellton - Gerd